# Alas
Alas (Allas, auch Cnua Alas oder Onuaalas) ist der Hauptort des osttimoresischen Verwaltungsamts Alas (Gemeinde Manufahi). Der Ortsname leitet sich aus der malaiischen Sprache ab, was „Dschungel“ bedeutet.

## Geographie
Der Ort Alas liegt im Inselinneren in Luftlinie, 56 km südöstlich von der Landeshauptstadt Dili und 7 km östlich von Same in einer Meereshöhe von 201 m. Von den südlichen Ausläufer der Gebirge kann man hier auf die Küste herabblicken.
Das Ortszentrum befindet sich in der Aldeia Cnua Alas (Suco Maha-Quidan). Die Vororte Uma Mean (Umanican, Umamean) und Beremanek liegen ebenfalls in Maha-Quidan. Die Vororte Lurin und Ailora liegen in der Aldeia Lurin (Suco Taitudac). In Alas gibt es ein Hospital, die Kirche Francisco de Assisi de Alas, ein Hubschrauberlandeplatz, eine Grundschule und eine Prä-Sekundarschule.

## Geschichte

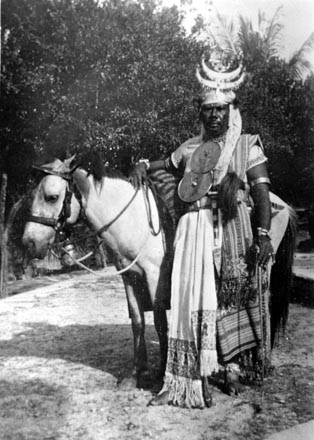
Carlos Borromeu Duarte, Liurai von Alas

In den 1940er-Jahren war Alas ein Marktflecken mit einer Missionsstation, einer kleinen, weißen Kirche auf einem Hügel, Schule und Pfarrhaus. Der Militärposten und das Pfarrhaus bestanden aus Stein und hatten Dächer aus verzinktem Eisen. Entlang des kleinen Wasserlaufs des Seissara lagen zwischen dem Posten und dem Pfarrhaus gab es einige Kokosnussplantagen. Der knapp zwei Kilometer westlich vom Ort auf einer Anhöhe gelegene Militärposten wurde von australischen Soldaten während der Schlacht um Timor als Hauptquartier benutzt. Im August 1942 wurde er durch den Angriff von japanischen Flugzeugen beschädigt. Der Großteil der Bevölkerung verließ Alas wegen der japanischen Bombenangriffe. Ende September wurde auch das Hospital bombardiert, weil die Australier in der Nähe ihr Quartier aufgeschlagen hatten. Die Patienten mussten in die Büsche fliehen. Auch indonesisches Militär nutzte in der Besatzungszeit das Gebäude. Heute finden sich vom Militärposten nur noch ein großes Tor, einige Mauern und Stufen. Die Überwucherung durch die Vegetation wurde um 2022 beseitigt.
Carlos Borromeu Duarte, der Liurai von Alas wurde 1945 von den Japanern ermordet.
Alas war 1976 ein Rückzugsgebiet der FALINTIL, die gegen die indonesischen Invasoren kämpfte. 1978 wurde die Widerstandsbasis von den Indonesiern zerstört. Tausende Osttimoresen mussten sich ergeben oder wurden gefangen genommen und in Militärcamps interniert. Eines von ihnen war das temporäre Lager Uma Metan (deutsch Schwarzes Haus), 400 Meter südlich von Alas. Zwei Kilometer südwestlich von Alas befand sich mit Lebos ein weiteres. Allein in Uma Metan lebten zeitweise 8000 Menschen. Die einzige Wasserstelle war 500 Meter entfernt und für jede Person gab es nur eine kleine Dose Mais pro Woche zum Essen. Das Camp zu verlassen, um nach Nahrung zu suchen oder Gärten anzulegen, war verboten. Fünf bis sechs Menschen starben pro Tag an Hunger, so eine Zeugenaussage. Andere litten an Krankheiten, wie Tuberkulose, Beriberi oder Durchfallerkrankungen. Medizinische Versorgung gab es nicht. Auch Exekutionen von am Widerstand Beteiligten waren üblich. Die Kranken starben. Auf Befehl der Soldaten bauten die Internierten eine Dorfhalle und eine Schule. In der Schule unterrichteten die Soldaten die indonesische Sprache. Allerdings war die Schule im Grunde nur für junge Frauen, so dass sie in der Realität schnell zu einem Zentrum der Vergewaltigung durch Armeeangehörige wurde. Nach Angaben Einheimischer sollen in Uma Metan etwa 2.000 Menschen in Massengräbern beerdigt sein. Uma Metan und Lebos waren auch wichtige Militärstützpunkte der Indonesier im Kampf gegen den Widerstand in den Bergen von Manufahi. Unter anderem waren hier Einheiten des Luftlandebataillon 700, der Bataillone 745 und 310 und der Spezialeinheit Kopassandha stationiert. Außerdem war Alas das Hauptquartier des Subdistrikt-Territorialkommandos (Koramil) und der Zivilverteidigung (Hansip).
Am 9. November 1998 griffen FALINTIL-Kräfte unter dem Kommando von Jaime Ribeiro oder Cornélio da Conceição Gama (L7), entgegen der Anweisung von FALINTIL-Chef Xanana Gusmão, der in dieser Zeit der Verhandlungen Zurückhaltung bei militärischen Aktionen einforderte, das Koramil-Hauptquartier an. Dabei wurden drei indonesische Soldaten getötet, 13 gefangen genommen und 36 Gewehre erbeutet. Elf Soldaten wurden später freigelassen. Auch neun FALINTIL-Kämpfer kamen ums Leben. Die indonesische Armee antwortete bald mit Repressalien. Zwischen dem 10. und 16. November 1998 führten die Streitkräfte Indonesiens eine Strafaktion im Subdistrikt Alas durch. Erstmals beteiligte sich mit der ABLAI eine Miliz an den Vergeltungsmaßnahmen. Zu der Miliz gehörten viele lokale Regierungsbeamte. Am 13. November griff das indonesische Militär den Suco Taitudac an und nahm Vicente Xavier, den Dorfchef und vier weitere Personen fest. Sie wurden nach Barique gebracht und dort hingerichtet. Der Kommandeur der indonesischen Truppen in Osttimor erklärte, der Dorfchef sei der führende Kopf hinter der FALINTIL-Aktion gewesen. Miliz und Armee stürmten die Kirche von Alas und verprügelten die Menschen dort.
Am 15. November wurde das Dorf Turin und erneut Taitudac vom indonesischen Militär angegriffen. Zwei Nichten von Vicente Xavier, beides Teenager, wurden festgenommen und im militärischen Hauptquartier des damaligen Distrikts in Same in Einzelhaft arrestiert. Elf weitere Menschen wurden am 16. November von Kopassus in den Sucos Taitudac und Betano verhaftet. Es kam zu Folterungen und sexuellen Übergriffen auf die Gefangenen. Auch in Aituha wurden Häuser niedergebrannt. Viele Bewohner der angegriffenen Dörfer flohen in die Wälder oder suchten Zuflucht in katholischen Gemeindehäusern. Die Zurückgebliebenen mussten mit Nahrungs- und Wasserknappheit kämpfen, da die Indonesier die Wasserleitung zerstört hatten. Insgesamt wurden etwa 50 Einwohner des Subdistrikts exekutiert und 30 weitere verhaftet.
In Osttimors Hauptstadt Dili kam es aufgrund der Vorfälle zu Protesten. Studenten besetzten das Gebäude des Regionalparlaments und forderten eine offizielle Untersuchung. Eine Gruppe aus Studenten, ausländischen Journalisten, Kirchen- und Menschenrechtsvertretern, die das Geschehen aufklären wollte, wurde bei ihrer Ankunft in Same beschossen. Am nächsten Morgen beschuldigte der Militärkommandant der Stadt die Gruppe, sie hätte zuerst geschossen. Die Gruppe musste von Same direkt nach Dili zurückkehren. Die ausländischen Reporter stellten fest, dass in dem Gebiet bewaffnete Milizionäre die Kontrolle ausübten.